# 直達日射計

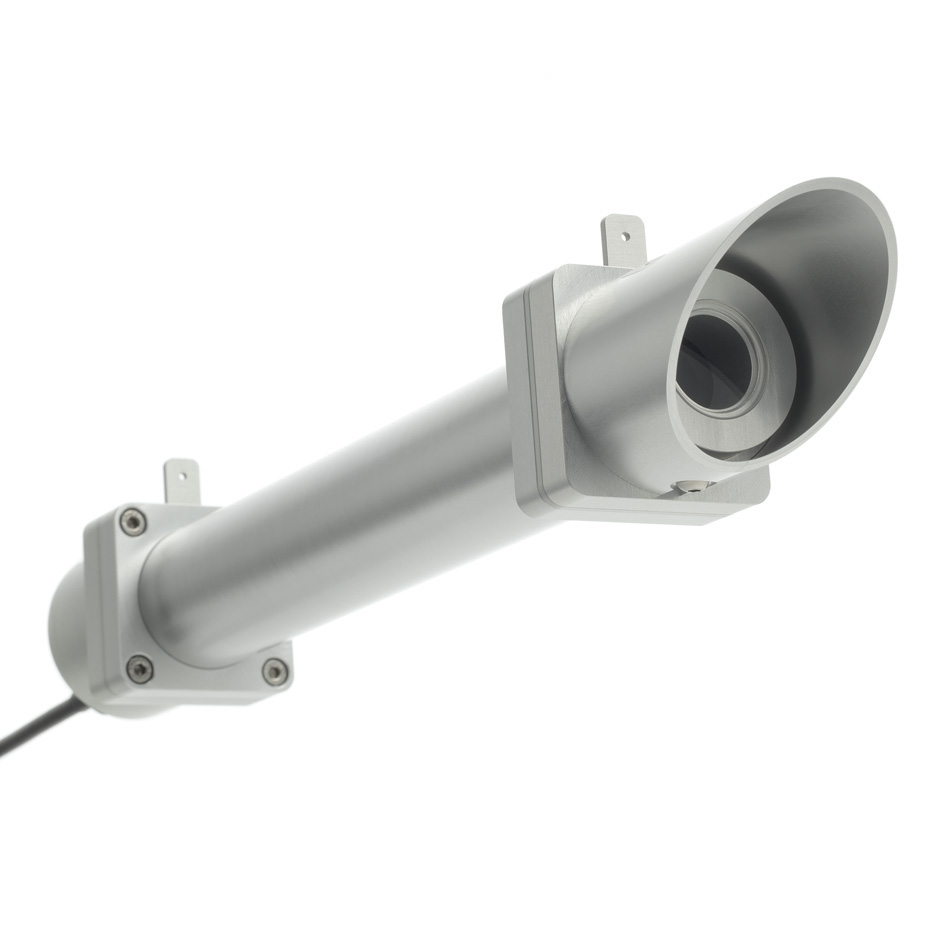
代表的な直達日射計

直達日射計(ちょくたつにっしゃけい)は反射成分を含まない太陽光の直達成分を測定する装置(センサー）である。

## 概要
センサー前部の窓から入射した太陽光は、筐体後部にある黒色塗装されたサーモパイルにより熱から電気信号(電圧)に変換される。直達日射計の視野は、太陽以外の影響が小さくなる視野になっている。出力信号は校正によりワット／平方メートルに変換される。直達日射計は通常、太陽光自動追尾装置（サントラッカー）に搭載して使用する。 太陽光自動追尾装置は、内部の演算装置・フォトセンサー・回転機構によって、日中は常に正確に直達日射計を太陽に指向することで直射日光による日射量を測定を補助する。
直達日射計は散乱日射計と組合せて、正確な全天日射量を測定するためにも使用する。散乱日射計は全天日射計に太陽の直達光が照射しないように常時影を作ったものである。
直達日射量が0.12kW/m2以上となった時間を積算することにより、日照時間の測定を行うこともできる。
英語ではpyrheliometerといい、ギリシア語の「pyr（炎）」、「helio（太陽）」に由来する。

## 規格
直達日射計測定仕様は 国際標準化機構 （ISO）と 世界気象機関 (WMO)の基準に従う。
太陽光エネルギーを世界共通の校正で測定するため、直達日射計間の国際比較定期的に実施される。 5年毎にダボスにある世界放射線センター(WRC)にて実施される国際直達日射計比較の目的は、 世界中の放射標準を移転する事である。 

## 応用分野
典型的な直達日射計の応用事例としては、気象・気候の科学的観測、材料試験の研究、太陽光発電装置および集光型太陽光発電の効率の評価などがある。

## 用途
直達日射計は、通常、太陽光追尾装置（サントラッカー）に搭載して使用する。 直達日射計は太陽光を測定するだけなので、太陽を自動追尾する装置が必要になる。

## 参照
- w:Actinometer
- w:Active cavity radiometer
- 日射計
- 太陽定数
- ボロメータ